# Guy Desrochers
Guy Desrochers CSsR (* 23. Mai 1956 in Hull, Québec) ist ein kanadischer Ordensgeistlicher und römisch-katholischer Erzbischof von Moncton.

## Leben
Nach dem Besuch des Collège Saint-Alexandre des Pères du Saint-Esprit in Limbour spezialisierte sich Guy Desrochers am Collège Algonquin in Ottawa im Fach Kunst. Von 1972 bis 1979 war er als Karikaturist bei der Zeitung Le Droit in Ottawa beschäftigt.
Desrochers studierte von 1982 bis 1983 Philosophie am Priesterseminar Saint-Augustin de Cap-Rouge in Québec. Er trat im August 1983 der Ordensgemeinschaft der Redemptoristen in Sainte-Anne-de-Beaupré bei und legte am 7. August 1984 die zeitliche Profess ab. Am 29. August 1987 legte er die ewige Profess ab. Von 1984 bis 1989 studierte Guy Desrochers Katholische Theologie an der Universität Laval. Anschließend absolvierte er ein pastorales Praktikum im Erzbistum Montréal. Desrochers empfing am 7. Januar 1989 in Hull das Sakrament der Priesterweihe.
1989 wurde Guy Desrochers als Seelsorger im Bistum Gaspé tätig, bevor er 1995 Superior der Niederlassung der Redemptoristen in Aylmer wurde. Von 1995 bis 2005 war er als Seelsorger an der Basilika von Sainte-Anne-de-Beaupré und als Ökonom der dortigen Ordensniederlassung tätig. Anschließend wurde er Leiter des Exerzitienhauses Saint-Redempteur di Saint-Augustin-Des-Desmaures, bevor er 2008 als Direktor der Revue Sainte-Anne tätig wurde. Von 2011 bis 2015 war Guy Desrochers Rektor der Basilika von Sainte-Anne-de-Beaupré und Superior der dortigen Niederlassung der Redemptoristen. Seit 2015 organisierte er geistliche Einkehrtage in Kanada und den USA.
Am 12. Dezember 2018 ernannte ihn Papst Franziskus zum Titularbischof von Melzi und zum Weihbischof in Alexandria-Cornwall. Der Erzbischof von Ottawa und Bischof von Alexandria-Cornwall, Terrence Thomas Prendergast SJ, spendete ihm am 22. Februar des folgenden Jahres in der Kathedrale St. Finnan in Alexandria die Bischofsweihe. Mitkonsekratoren waren der Erzbischof von Québec, Gérald Cyprien Kardinal Lacroix ISPX, und der Erzbischof von Grouard-McLennan, Gérard Pettipas CSsR.
Am 6. Mai 2020 ernannte ihn Papst Franziskus zum Bischof von Pembroke. Die Amtseinführung erfolgte am 3. Juli desselben Jahres.
Papst Franziskus ernannte ihn am 8. Juni 2023 zum Erzbischof von Moncton. Die Amtseinführung fand am 18. Oktober desselben Jahres statt.